# Siltito glauconítico
Siltito glauconítico é uma rocha sedimentar, de coloração verde, com grandes concentrações de minerais potássicos. Ele faz parte do grupo de rochas conhecido com siltito, compostas por grãos de granulometria fina, entre 0,004 mm a 0,063mm.

## Localização
O Siltito Glauconítico é encontrado na região de São Gotardo, Minas Gerais É uma unidade litológica pertencente à Formação Serra da Saudade, Grupo Bambuí, de idade Cambriana. Essa formação geológica é constituída por outros siltitos, ritmitos e arenitos, intercalados com siltito glauconítico.

## Petrografia
O Siltito Glauconítico é um siltito fino, geralmente laminado.A laminação é definida pela alternância de níveis ricos em glauconita, de cor verde escuro, e níveis quartzo-feldspáticos, mais claros. A rocha é formada por glauconita (72%), K-feldspato (17%), quartzo (8%), muscovita-sericita (2%), biotita (2%), óxido de titânio (<1%), óxido de manganês (<1%), goethita(<1%), fosfatos de bário e terras-raras (elementos-traço).

## Utilização como fertilizante
O Siltito Glauconítico é utilizado como fertilizante na agricultura. Isso é possível graças à sua composição rica em Potássio (K), um dos macronutrientes da tríade NPK (Nitrogênio-Fósforo-Potássio). 
A glauconita, um de seus principais componentes, é usada como fertilizante desde o século XVIII nos Estados Unidos. Nesse país, suas fontes e seu uso eram muito populares no estado de New Jersey (USA), onde as rochas com ocorrência de glauconita eram chamadas de Greensand, cujos registros de aplicação agronômica datam de 1760.
O potássio é encontrado no Siltito Glauconítico nos minerais que o compõem: a glauconita, o feldspato e as micas, sendo expresso ou quantificado como óxido de potássio (K2O). Estudos indicam que o teor de potássio no Siltito Glauconítico varia entre 7% a 14%. Comparado com fontes mais tradicionais de potássio, como o Cloreto de Potássio (KCl), é um valor mais baixo. 
Como o Siltito Glauconítico não tem cloro em sua composição, isso o torna uma fonte de fertilização potássica livre desses malefícios causados pelo excesso do cloro. 
Com isso, o solo fica mais úmido, melhorando a saúde do microbioma e diminuindo também os efeitos da compactação. 
Outro ponto positivo do uso do Siltito Glauconítico como fertilizante é que, além do potássio, ele também apresenta em sua composição macro e micronutrientes, como o Silício (Si), o Magnésio (Mg), o Manganês (Mn) e o Ferro (Fe), entre outros elementos traços.